# Piero Gros
Piero Gros (n. 30 octombrie 1954, Sauze d'Oulx, Piemont, Italia) este un schior alpin ce a reprezentat Italia, medaliat olimpic. A participat la o ediție a Jocurilor Olimpice (1976) în care a câștigat o medalie de aur.

## Participări
Lista de mai jos prezintă principalele competiții la care a participat Piero Gros de-a lungul carierei.
- alpine skiing at the 1976 Winter Olympics – men's slalom[*]